# 246P/NEAT
246P/NEAT, komet Jupiterove obitelji